# Epipontonia spongicola
Epipontonia spongicola är en kräftdjursart som beskrevs av Bruce 1977. Epipontonia spongicola ingår i släktet Epipontonia och familjen Palaemonidae. Inga underarter finns listade i Catalogue of Life.